# Sauðafell (kulle i Island, Suðurland, lat 64,07, long -19,68)
Sauðafell är en kulle i republiken Island. Den ligger i regionen Suðurland, 110 km öster om huvudstaden Reykjavík. Toppen på Sauðafell är 481 meter över havet, eller 161 meter över den omgivande terrängen. Bredden vid basen är 2,5 km.
Trakten runt Sauðafell är nära nog obefolkad, med mindre än två invånare per kvadratkilometer. Det finns inga samhällen i närheten. Trakten runt Sauðafell är ofruktbar med lite eller ingen växtlighet.